# Calm Air
Calm Air International Ltd ist eine kanadische Regionalfluggesellschaft mit Sitz in Thompson (Manitoba). Sie betreibt ein Liniennetz, sowie Charter- und Frachtflüge, im Norden von Manitoba und der Kivalliq-Region von Nuavut. Die Heimatbasis befindet sich am Thompson Airport.

## Geschichte
Die Gesellschaft wurde 1960 von Arnold Morberg und seiner Frau gegründet. Im Jahr 1962 erhielt Calm Air ihre Charterlizenz und begann mit dem Flugbetrieb. Anfangs wurden Charterflüge im Norden von Saskatchewan durchgeführt. 1976 übernahm sie den Passagierservice der Transair in Nunavut. Im Jahr 1981 wurde der größte Teil der Passagier- und Frachtrouten der Lamb Air übernommen, 1987 beteiligte sich Canadian Airlines International mit 45 % an Calm Air. Im April 2009 wurde Calm Air eine Tochtergesellschaft der Exchange Income Corporation (EIC).
Seit 2015 hat Calm Air eine Codesharing-Vereinbarung mit Canadian North und First Air.

## Flotte

### Aktuelle Flotte
Mit Stand März 2023 besteht die Flotte der Calm Air aus 13 Flugzeugen mit einem Durchschnittsalter von 28,7 Jahren:
| Flugzeugtyp | Anzahl | bestellt                         | Anmerkungen | Sitzplätze |
| ----------- | ------ | -------------------------------- | ----------- | ---------- |
| ATR 42-300  | 05     |                                  |             |            |
| ATR 72-200  | 04     |                                  |             |            |
| ATR 72-200F | 03     | zwei Frachtflugzeuge, ein Tanker |             |            |
| ATR 72-500F | 01     | Frachtflugzeug                   |             |            |
| Gesamt      | 13     | -                                |             |            |

### Ehemalige Flugzeugtypen

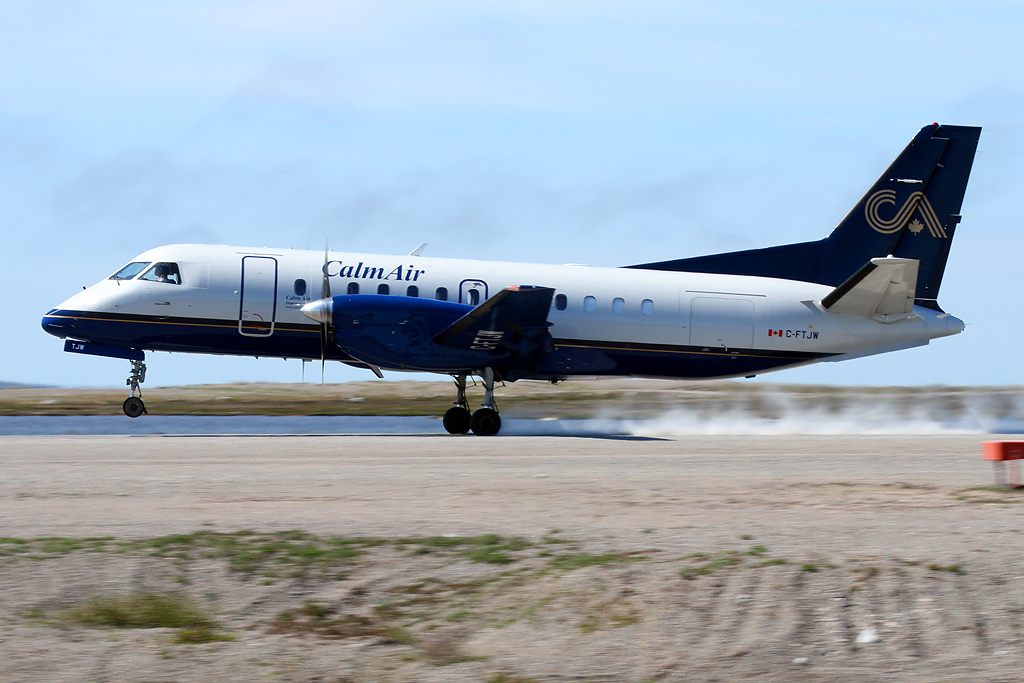
Calm Air Saab 340

Zuvor setzte Calm Air auch folgende Flugzeugtypen ein:
- ATR 42-300F
- ATR 72
- Beechcraft King Air
- Cessna 208
- de Havilland Canada DHC-6 Twin Otter
- Dornier 328
- Douglas DC-3
- Douglas DC-4
- Hawker Siddeley HS 748 2A
- Hawker Siddeley HS 748 2B
- Piper PA-31 Navajo
- Saab 340
- Short Skyvan

## Zwischenfälle
- Am 16. Juni 1987 setzte eine Douglas DC-4-1009 der Calm Air (Luftfahrzeugkennzeichen C-GPFG) vor dem Landebahnanfang am Hidden Bay airstrip (Saskatchewan, Kanada) auf. Das rechte Hauptfahrwerk schlug gegen die Bahnkante, woraufhin die rechte Tragfläche brach. Alle 4 Insassen, Besatzungsmitglieder und Passagiere, überlebten den Unfall.[5]